# Jeledinți
Jeledinți (węg. Lozsád) – wieś w Rumunii, w okręgu Hunedoara, w gminie Mărtinești. W 2011 roku liczyła 208 mieszkańców.